# Josep Clotet Ruiz
Josep „Pep“ Clotet Ruiz (* 28. April 1977 in Igualada) ist ein spanischer Fußballtrainer. Zunächst hauptsächlich im spanischen Nachwuchsfußball tätig, arbeitete er ab 2010 im nordeuropäischen, englischen, italienischen und russischen Profifußball.

## Sportlicher Werdegang
Clotet spielte in der Jugend Fußball, nach einer Verletzung im Alter von 18 Jahren startete er seine Trainerkarriere als Nachwuchstrainer im katalanischen Fußball. Während er sich akademisch mit dem Fußball auseinandersetzte und seine Trainerausbildung vorantrieb, betreute er die Jugendmannschaften von CF Iguala, UD Cornella und ab 2004 des Espanyol Barcelona. 2006 holte er mit der U-18-Mannschaft des Vereins die katalanische Meisterschaft. In der Folge war er kurzzeitig Cheftrainer des unterklassig antretenden UE Figueres. Anschließend übernahm er die Leitung der Trainerausbildung im katalanischen Regionalverband, während er sich ab 2007 erneut als Jugendtrainer in der Nachwuchsabteilung des Espanyol Barcelona engagierte. Mit der U-19-Mannschaft gewann er 2008 die nationale Nachwuchsmeisterschaft und rückte in der Folge zum Cheftrainer der zweiten Mannschaft des Klubs auf. Mit dieser stieg er am Saisonende aus der Tercera División in die drittklassige Segunda División B auf.
Im Januar 2010 verpflichtete der schwedische Klub Malmö FF Clotet als Assistenztrainer von Roland Nilsson. Mit der Mannschaft um Daniel Larsson, Agon Mehmeti, Johan Dahlin, Guillermo Molins und Ulrich Vinzents holte er am Saisonende den schwedischen Meistertitel. Nach Saisonende erhielt er ein Angebot des Ligakonkurrenten Halmstads BK, dort den Posten des Cheftrainers zu bedecken, das er Anfang Dezember annahm. Unter seiner Leitung rutschte der Klub ans Tabellenende. Nachdem bis zur Saisonhalbzeit lediglich ein Sieg in 15 Spielen gelungen war, entließ ihn der Klub Anfang Juli 2011 und ersetzte ihn durch Jens Gustafsson.
Der norwegische Klub Viking FK verpflichtete im Oktober 2011 Clotet als Trainer, da der bisherige Cheftrainer Åge Hareide zukünftig eine Managerrolle nach englischem Vorbild übernahm. Nachdem im Juni 2012 der Klub Hareide durch Kjell Jonevret ersetzte, entschied er sich jedoch zum Abschied. Er verließ Nordeuropa und kehrte nach Spanien zurück, wo er sich im Juli des Jahres für die kommende Spielzeit als Trainer an Atlético Malagueño, die Reservemannschaft des FC Málaga, in der viertklassigen Tercera División band.
Im November 2013 verpflichte der walisische Klub Swansea City Clotet für seine Nachwuchsakademie. Nach der Trennung von Michael Laudrup im Februar 2014 hatte Garry Monk übergangsweise das Traineramt in der Premier League übernommen, als dieser im Mai fest mit einem Drei-Jahres-Vertrag verpflichtet wurde, rückte der bereits seit Februar unterstützende Clotet offiziell als dessen Assistent auf. Im Dezember 2015 wurde er gemeinsam mit seinem Chef entlassen. Als dieser im Sommer 2016 bei Leeds United anheuerte, folgte er erneut als Assistenztrainer. Nachdem im Sommer 2017 Monk den Verein verlassen hatte, übernahm mit Thomas Christiansen ein Landsmann von Clotet das Traineramt bei Leeds United. Der Spanier brachte jedoch mit Julio Bañuelos seinen Haupassistenten mit. Daraufhin bat Clotet um die Auflösung seines Vertrages.
Clotet heuerte bei Oxford United als Cheftrainer an, da der bisherige Trainer Michael Appleton den Klub als Assistent von Craig Shakespeare in Richtung Leicester City verlassen hatte. Nach zwölf Siegen in 36 Spielen wurde er im Januar 2018 entlassen. Wenige Wochen später schloss er sich erneut dem Trainerteam von Monk an, der zwischenzeitlich bei Birmingham City tätig war. Nach der Entlassung Monks Mitte Juni 2019, unter dessen Verantwortung der Klub die Zweitliga-Spielzeit 2018/19 nach einem Punktabzug von neun Punkten lediglich auf dem 17. Tabellenplatz beendet hatte, wurde er dessen interimistischer Nachfolger. Anfang Dezember 2019 wurde er schließlich als dauerhafter Cheftrainer bestätigt. Nachdem der Spielbetrieb aufgrund der COVID-19-Pandemie von März bis Juni ruhte, wurde bereits vor dessen Wiederaufnahme Anfang Juni 2020 bekannt gegeben, dass Clotet den Klub zum Saisonende verlassen wird. Bereits am 8. Juli 2020, und damit vier Spieltage vor Saisonende, trennten sich Trainer und Verein „in gegenseitigem Einvernahmen“ vorzeitig, nachdem aus den vorangegangenen zehn Ligaspielen kein Sieg gelungen war.
Im Februar 2021 wurde Pep Clotet als Cheftrainer vom italienischen Zweitligisten Brescia Calcio verpflichtet, im Sommer trennten sich nach Auslaufen des Vertrags die Wege. Kurze Zeit später übernahm er den Ligakonkurrenten SPAL Ferrara, der sich im Abstiegskampf befindlich Anfang 2022 vorzeitig von ihm trennte. Nach seiner Rückkehr zu Brescia Calcio im Sommer 2022 wurde er dort im Dezember freigestellt. Am 16. Januar des folgenden Jahres hob ihn der Klub jedoch zurück ins Amt. Am 6. Februar wurde er endgültig freigestellt.
Im März 2023 übernahm Pep Clotet das Traineramt beim in der Premjer-Liga im Abstiegskampf befindlichen Aufsteiger Torpedo Moskau, mit dem er am Ende der Spielzeit 2022/23 als Schlusslicht den Klassenerhalt verpasste. Nach einem durchwachsenen Saisonstart in die Zweitligasaison 2023/24 mit je fünf Siegen und Niederlagen kam für ihn im Oktober des Jahres das Aus.
Seit Oktober 2024 trainiert Pep Clotet den US Triestina, der aktuell in der Serie C spielt.